# Auguste Clément Gérôme
Pour les articles homonymes, voir Gérôme.
Auguste Clément Gérôme, était un général français de la Première Guerre mondiale.

## Biographie
Il naît le 2 mars 1857 à Badonviller, à l'époque en Meurthe et meurt le 10 mai 1919 à Marseille, des suites de blessures de guerre. Il s'engage comme enfant de troupe le 14 mars 1869 puis comme soldat au 60e R.I. Il passe par l'école de Saint-Cyr du 23 octobre 1875 au  1er octobre 1877 pour être alors versé au 69e R.I comme sous-lieutenant. Il suit les cours de l'école supérieure de guerre de novembre 1884 à novembre 1886 et en sorti 28e sur 74 avec le brevet d'état-major et est envoyé en Algérie pour des travaux de cartes du 12 janvier 1887 au 24 juin 1887. Il commande sur le front de l'Armée française d'Orient la 122e division d'infanterie,. Il est cité à l'ordre de l'armée.
Il est le fils de Clément Gérôme, sous-officier et de Marguerite Guillemette ; le 26 décembre 1881, il épouse Élisabeth Léonie Léonard, originaire de Nancy.

## Grades
- Soldat le 18 mars 1875 ;
- Caporal le 12 février 1877 ;
- Sous-lieutenant le 1er octobre 1877 ;
- Lieutenant le 7 mai 1882 ;
- Capitaine le 30 décembre 1887 ;
- Chef de bataillon le 29 décembre 1897 ;
- Lieutenant-colonel le 24 mars 1905 ;
- Colonel le 25 décembre 1908 ;
- Général de brigade le 20 juin 1913

## Affectations
- 60e R.I, 13 mars 1869;
- 69e R.I, 1er octobre 1877;
- 75e R.I, le 23 mars 1882;
- 26e R.I, le 30 décembre 1887;
- 120e R.I, le 15 février 1898;
- Professeur d'artillerie et d'histoire à l'École spéciale Militaire le 1er novembre 1890;
- État-major de l'Armée, 1e bureau, le 16 août 1894;
- Chef d'état-major de la 29e D.I le 1er novembre 1901;
- Sous-chef d'état-major du 20e Corps d'armée le 24 mars 1905;
- chef d'état-major du 20e Corps à partir du 24 mai 1908;
- Commandant du 79e R.I le 25 septembre 1909;
- Commandant de la 48e brigade d'infanterie le 13 mars 1913;
- Commandant de la 78e Brigade d'infanterie le 30 octobre 1913;
- Commandant la 17e Division d'infanterie coloniale du 29 février 1916 au 25 janvier 1917 sur le front de Macédoine.
- Commandant la 122e Division d'infanterie du 23 mai au 2 novembre 1917, toujours sur le front de Macédoine.

## Décorations
- Grand officier de la Légion d'honneur (10 juillet 1918)[7]
- Croix de guerre 1914–1918
- Médaille commémorative de la guerre 1870–1871
- Officier d'académie
- Grand croix de l'Ordre de l'Aigle blanc (Serbie)

## Écrits
- Historique du 75e régiment d'infanterie, sous la direction du colonel Pedoya, 1891, Paris ;
- Essai historique sur la tactique de la cavalerie, 1900, Paris ;
- Essai historique sur la tactique de l'infanterie depuis l'organisation de l'armée permanente jusqu'à nos jours, 1903, Paris ;
- Campagne de 1813, 1904, Paris.